# Рушевине манастира и цркве Светих Петра и Павла
Рушевине манастира и цркве Светих Петра и Павла се налазе у источном делу Корише, насељеном месту на територији општине Призрен, на Косову и Метохији. Представљају непокретно културно добро као споменик културе.
Цркву је подигао хиландарски Старац Григорије „иконом“ хиландарског метоха у Св. Петру Коришком. Снабдео је цркву знатним поседима и потом је 1343. године даровао краљу Стефану Душану за привремено седиште митрополита серског Јакова. Црква је имала куполу и била је покривена оловом.
Године 1885. Рустен Кабаш је порушио цркву и од њеног материјала саградио џамију и турску школу у Кориши. Обновљена је 1912. године па поново порушена између 1915-1918. године. Обновљена је 1930. године па поново срушена 1941. године.
Приликом истраживачко-конзерваторских радова 1963. године пронађени су остаци фресака из 14. века.

## Основ за упис у регистар
Решење Обласног завода за заштиту споменика културе АКМО у Приштини, бр. 572 од 22. 12. 1962. г. Закон о заштити споменика културе (Сл. гласник НРС бр. 51/59)